# Arthur William Sidney Herrington
Arthur William Sidney Herrington (* 30. März 1891; † 6. September 1970) war ein US-amerikanischer Ingenieur und Fabrikant, der für seinen allseits bekannten Jeep der US-Armee im Zweiten Weltkrieg berühmt ist.
Herrington begann während des Ersten Weltkrieges an einer neuen Konstruktion für einen Militärlastwagen für raues Gelände zu arbeiten. Der kleinste war der Vierteltonner Jeep mit Allradantrieb, der der Prototyp für viele Modelle der 1930er und 1940er Jahre war.
Der Jeep diente im Zweiten Weltkrieg als Maschinengewehrunterbau, Aufklärungsfahrzeug, Taxi, Abfallwagen, Limousine und vieles mehr. Es war ein All-Round-Fahrzeug.
| Personendaten    | Personendaten                             |
| ---------------- | ----------------------------------------- |
| NAME             | Herrington, Arthur William Sidney         |
| KURZBESCHREIBUNG | US-amerikanischer Ingenieur und Fabrikant |
| GEBURTSDATUM     | 30. März 1891                             |
| STERBEDATUM      | 6. September 1970                         |